# Karhijärvi
Der Karhijärvi ist ein See in der finnischen Landschaft Satakunta.
Der See hat eine Fläche von 33,35 km² und liegt auf einer Höhe von 52,1 m.
Am Ostufer liegt der Ort Lavia.
Vom Lassilanjoki wird der Karhijärvi zum westlich gelegenen Inhottujärvi entwässert.
Der See liegt im Einzugsgebiet des Karvianjoki.